# Pierre Varignon
Le père jésuite Pierre Varignon (1654-1722) est un mathématicien français. Il est l'auteur d'importantes contributions à la statique, notamment par la formalisation du triangle des forces et des conditions d'équilibre en trois dimensions.

## Biographie
Fils d'un architecte, Pierre Varignon fut un des géomètres français les plus célèbres de son temps. Se destinant à la prêtrise, il étudie la théologie et la philosophie au collège jésuite de Caen. La lecture d’un Euclide qui lui tomba sous la main éveilla son goût pour les mathématiques, et celle des ouvrages de Descartes détermina son choix. Ordonné prêtre, il vint à Paris en 1686 avec l’abbé de Saint-Pierre qui lui fit une pension de 300 livres. Son Projet d’une nouvelle mécanique lui vaut une chaire de mathématiques au collège Mazarin. En novembre 1688, il devient membre de la section de géométrie de l'Académie royale des sciences. Il est nommé premier titulaire par Louis XIV, le 28 janvier 1699. En 1706, il succède à Jean-Baptiste Du Hamel dans sa chaire de philosophie grecque et latine au Collège de France. De 1710 à 1712, il est vice directeur, puis directeur jusqu'en 1719 de cette Académie. Il est élu à l'Académie de Berlin en 1713 et à la Royal Society en 1714.
La correspondance qu'il a entretenue avec Leibniz, Newton et surtout les frères Bernoulli lui a permis de devenir, avec le marquis de l’Hôpital, l’un des promoteurs les plus actifs en France du calcul différentiel et intégral créé par Leibniz. En particulier, il fait insérer dans le Journal des savants la lettre de Leibniz du 2 février 1702 sur la nature des infiniment petits, qu'on doit prendre « comme s’il y avait des infiniment petits métaphysiques, quoiqu’on n'en ait point besoin, et que la division de la matière ne parvienne jamais à des parcelles infiniment petites ».

## Travaux en mathématiques
Il a énoncé le théorème de Varignon : la figure obtenue en joignant les milieux des côtés d'un quadrilatère quelconque est un parallélogramme. En joignant les milieux des côtés d'un carré, on obtient un second carré. En faisant de même avec un rectangle, on obtient un losange (de même avec un losange, on obtient un rectangle).

## Travaux en sciences physiques
Maximilien Marie porte sur les travaux de Varignon en physique le jugement suivant : 

« Beaucoup de contemporains de Varignon ont laissé des travaux plus importants que les siens sur différents points difficiles de la mécanique, mais aucun n'a plus fait pour en éclaircir les principes et en simplifier I'exposition. »

### Mécanique
En mécanique statique, il a en 1688 démontré la règle de composition des forces concourantes énoncée plus tôt par Simon Stevin dans sa Clootcransbewijs, mais déjà démontrée selon Marshall Clagett et A. Moody par Jordanus Nemorarius (1225 - 1260) dans son De ponderibus.
En cinématique, il a formalisé les définitions de la vitesse instantanée et de l'accélération. Dans deux communications à l'Académie royale des sciences, le 5 juillet 1698 puis le 20 janvier 1700 il définit tout d'abord la notion de vitesse instantanée (qu'il nomme vitesse en chaque instant) puis celle d'accélération en appliquant le calcul différentiel de Leibniz à la trajectoire d'un corps. Il montre enfin, à l'aide de ce même calcul différentiel, qu'il est possible de déduire l'accélération d'un corps à partir de sa vitesse instantanée par une simple opération de dérivation.
Étonnamment, ces résultats ont été si rapidement adoptés par la communauté scientifique de son temps que leur auteur a été un peu oublié. Pourtant, en dépassant les méthodes géométriques de résolution des problèmes de mécanique du solide, il a ouvert la voie à d'Alembert et à Lagrange, qui formuleront les énoncés de physique encore en usage aujourd'hui. À ce titre, Varignon peut donc être considéré comme l'un des fondateurs de la mécanique analytique.

### Instrumentation
Le 14 novembre 1705 il introduit le manomètre, en adoptant  le baromètre statique de Robert Boyle pour les expériences liées au développement des pompes à vides.

## Publications

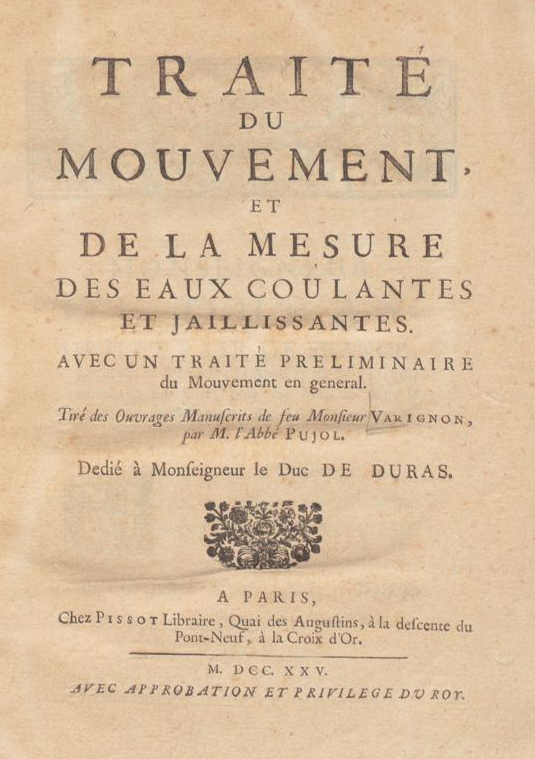
page de titre du Traité de l’abbé Pujol (1725).

Très occupé par ses travaux et son enseignement, Varignon publia peu d'ouvrages de son vivant. Ses disciples éditèrent celui-ci d'après ses papiers.
- Thèses Mathématiques De Viribus Machinarum. Paris, Claude Thiboust avant 1687.Thèse de Varignon : il y traite déjà de la composition des forces selon la règle du parallélogramme, qui aboutira à son Projet d'une nouvelle mécanique.
- Projet d'une nouvelle Mécanique avec Un Examen de l'opinion de M. Borelli, sur les propriétés des Poids suspendus par des Cordes. Paris, Veuve d'Edme Martin, Jean Boudot, & Estienne Martin 1687.Il annonce déjà la règle de composition des forces concourantes. Dans la deuxième partie, Examen de l'opinion de Borelli, qui critiquait les idées de Stevin, il se prononce en faveur de Stevin, tout en reconnaissant l'importance des travaux scientifiques de Borelli. Cet ouvrage fut repris dans les Acta Eruditorum de 1688.
- Nouvelles conjectures sur la pesanteur 1690 (lire en ligne).
- Nouvelle Mécanique ou Statique, dont le projet fut donné en 1687. Paris, Jombert, 1725, tome 1, tome 2 Ardent partisan du calcul infinitésimal, qu'il défend contre Rolle, il expose toute la statique à partir de la loi de la composition des forces ; il donne, en particulier, pour la première fois dans toute sa généralité, le théorème des moments.
- Éclaircissements sur l'analyse des infiniment petits et sur le calcul exponentiel des Bernoulli 1725
- Traité du mouvement et de la mesure des eaux coulantes et jaillissantes. Avec un traité préliminaire du Mouvement en général, Paris, Pissot 1725.Édition originale posthume. Elle fut publiée d'après des manuscrits de Varignon et certains de ses mémoires à l'Académie des Sciences par son élève, l'abbé Pujol.
- Elemens de mathematique, Paris, Brunet, 1731.La préface indique : « Les principes de géométrie sont développés dans cet ouvrage avec tant de clarté et d'exactitude, les propositions y sont enchaînées d'une manière si simple et si naturelle, les démonstrations sont si courtes et si faciles, qu'on y reconnaîtra aisément la supériorité du génie de celui qui en est l'auteur [...] ».

## Histoire de l'Académie royale des sciences
- VARIGNON, dans Table générale des matières contenues dans l'"Histoire" et dans les "Mémoires" de l'Académie royale des sciences, par La Compagnie des libraires, Paris, 1734, tome 1, Années 1666-1698, p. 356-359 (lire en ligne)
- VARIGNON, dans Table générale des matières contenues dans l'"Histoire" et dans les "Mémoires" de l'Académie royale des sciences, par La Compagnie des libraires, Paris, 1729, tome 2, Années 1699-1710, p. 622-628 (lire en ligne)
- VARIGNON, dans Table générale des matières contenues dans l'"Histoire" et dans les "Mémoires" de l'Académie royale des sciences, par La Compagnie des libraires, Paris, 1731, tome 3, Années 1711-1720, p. 359 (lire en ligne)
- VARIGNON, dans Table générale des matières contenues dans l'"Histoire" et dans les "Mémoires" de l'Académie royale des sciences, par La Compagnie des libraires, Paris, 1734, tome 4, Années 1721-1730, p. 347-348 (lire en ligne)